# ツェザリィ・クハルスキ
ツェザリィ・クハルスキ（Cezary Kucharski、1972年2月17日 - ）は、ポーランドの元サッカー選手。元ポーランド代表。ポジションはフォワード。

## 来歴
1996年にポーランド代表デビュー。1998年2月を最後に試合出場は無かったが、2002年に代表復帰、2002 FIFAワールドカップにも出場した。ポーランド代表で通算17試合に出場、3得点をあげた。

## 代表歴

### 出場大会
- ポーランド代表
  - 2002 FIFAワールドカップ

### 試合数
- 国際Aマッチ 17試合 3得点（1996年-2002年）[1]

| ポーランド代表 | 国際Aマッチ | 国際Aマッチ |
| 年             | 出場        | 得点        |
| -------------- | ----------- | ----------- |
| 1996           | 2           | 0           |
| 1997           | 11          | 3           |
| 1998           | 1           | 0           |
| 1999           | 0           | 0           |
| 2000           | 0           | 0           |
| 2001           | 0           | 0           |
| 2002           | 3           | 0           |
| 通算           | 17          | 3           |